# Diclorofosfato de 1-naftila
Diclorofosfato de a-naftila ou cloreto de 1-naftil-fosforila, é o composto químico orgânico, o éster 1-naftil (ou 1-naftalenil) do ácido diclorofosfônico (ou ácido fosforodiclórico), de fórmula química C10H7C12O2P. É classificado com o número CAS 31651-76-0.